# 高橋清一郎
高橋 清一郎（たかはし せいいちろう　1910年2月3日 - 1972年10月29日）は、衆議院議員を5期務めた日本の政治家である。

## 略歴
1910年（明治43年）2月、新潟市に生まれる。私立新潟夜間中学校、高検を経て新潟高等学校卒業。1936年（昭和11年） 京都帝国大学法学部卒業。
1937年（昭和12年）、南方に出征。
1947年（昭和22年）、新潟県議会議員・新潟市議会議員。1958年（昭和33年）5月、第28回衆議院議員総選挙で新潟1区初当選（無所属）し、以後5期連続で務める。
1964年（昭和39年）7月、第3次池田改造内閣防衛政務次官。同年11月、第1次佐藤内閣防衛政務次官。1967年（昭和42年）11月、第2次佐藤第1次改造内閣郵政 政務次官。1971年（昭和46年）7月、衆議院逓信委員長。
1972年（昭和47年）7月、自由民主党新潟県支部連合会 会長。同年10月29日、現職のまま選挙中に癌を患い死去。

## 選挙歴
| 当落 | 選挙                   | 執行日         | 年齢 | 選挙区    | 政党           | 得票数    | 得票率 | 定数 | 得票順位 /候補者数 | 政党内比例順位 /政党当選者数 |
| ---- | ---------------------- | -------------- | ---- | --------- | -------------- | --------- | ------ | ---- | ------------------ | ---------------------------- |
| 当   | 第28回衆議院議員総選挙 | 1958年05月22日 | 48   | 旧新潟1区 | 無所属(保守系) | 3万8650票 | 14.6%  | 3    | 3/10               | /                            |
| 当   | 第29回衆議院議員総選挙 | 1960年11月20日 | 50   | 旧新潟1区 | 自由民主党     | 6万4168票 | 22.9%  | 3    | 1/8                | /                            |
| 当   | 第30回衆議院議員総選挙 | 1963年11月21日 | 53   | 旧新潟1区 | 自由民主党     | 6万8478票 | 23.6%  | 3    | 2/6                | /                            |
| 当   | 第31回衆議院議員総選挙 | 1967年01月29日 | 56   | 旧新潟1区 | 自由民主党     | 7万9553票 | 26.0%  | 3    | 2/6                | /                            |
| 当   | 第32回衆議院議員総選挙 | 1969年12月27日 | 59   | 旧新潟1区 | 自由民主党     | 6万1046票 | 21.7%  | 3    | 3/5                | /                            |